# Michael Matzer
Michael Matzer (* 1532 in Wertheim; † 22. Dezember 1597 in Wertheim) war ein bedeutender Ratsherr in seiner Heimatstadt, 1574 für den Bau des Engelsbrunnen zuständig und von 1591 bis zu seinem Tod 1597 Bürgermeister in Wertheim am Main. 

## Leben

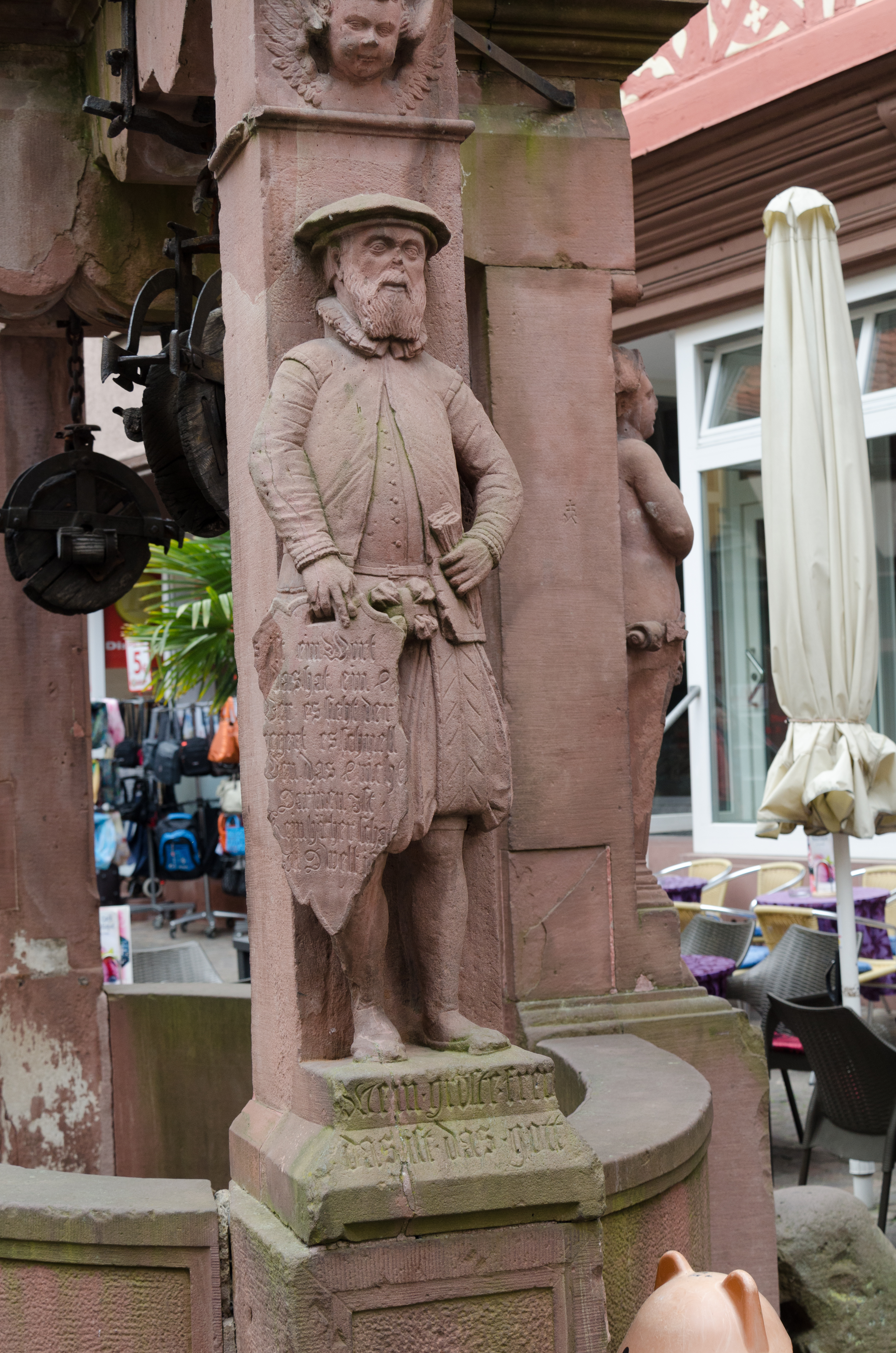
Michael Matzer im Porträt am Engelsbrunnen

Matzer war zunächst Bäckermeister wie sein gleichnamiger Vater. Obwohl aus eher bescheidenen Verhältnissen stammend, stieg er in Positionen auf, die vorher nur reichen Familien vorbehalten war: als Sohn eines Bäckers aus dem ärmsten Viertel wurde er 1562 in den Äußeren Rat berufen und war einer der Verhandlungspartner des "Königsteiner Kontrakts" in Folge des mehrmaligen Dynastiewechsels, den die Grafschaft Wertheim damals in wenigen Jahren durchlebte. Der neue Graf Ludwig zu Stolberg-Königstein und die Bürgerschaft regelten darin Rechte und Pflichten.
Von 1568 bis 1570 war Matzer für zwei Wahlperioden "jüngerer Bürgermeister", ehe er in den inneren Rat, das Stadtgericht, aufstieg. In den Jahren des Kondominium war er 1578/79 und 1585/86 "älterer Bürgermeister". Die Wertheimer Ratsverfassung bestand, ähnlich wie in Nürnberg aus je zwölf Mitgliedern des Äußeren Rats und des Inneren Rates, wobei man zunächst Mitglied des Äußeren Rats, später des Inneren Rats war. Der Äußere Rat wählte den Jüngeren Bürgermeister, der Innere Rat den Älteren Bürgermeister, und der Schultheiß war eine Art Ober-Bürgermeister, der die Spitze der Bürgerschaft repräsentierte und vorgeschaltete herrschaftliche Aufsichtsperson für die beiden Bürgermeister war, ein auf Lebenszeit berufener Vertreter des Grafen. 
Nach 1570 wurde er der für Brücken und Brunnen zuständige städtische Baumeister der Stadt und war 1574 auch für Entwurf und Bau des Engelsbrunnens im Zentrum der Altstadt verantwortlich, bis heute eine der Sehenswürdigkeiten Wertheims. Als Baurat kümmerte er sich um die gesamte Durchführung, hatte die Bauaufsicht und verrechnete die Kosten in einem bis heute erhaltenen Rechnungsbuch.
Nach dem Tod des langjährigen Schultheißen Peter Heußlein am 17. August 1590 berief ihn der Graf zum Schultheißen (also Ober-Bürgermeister). In seinen sechs Amtsjahren konsolidierte sich die Herrschaft der Wertheim-Löwenstein schließlich gegen die zwei Konkurrenten. Vor allem die Jahre 1595/96 waren für die Amtszeit Matzers bedeutsam, als ein neuer Konkurrent um die Herrschaft, Freiherr Wilhelm von Krichingen, die Rechte der Bürgerschaft beschneiden wollte, was nur mühsam abgewehrt wurde.
Michel Matzer bekleidete diese Funktion, obwohl er im ärmsten der vier Viertel Wertheims aufgewachsen war, dem Fischerviertel links der Tauber (später Tauberviertel). Seine Ernennung könnte ein politischer Schachzug der neuen Herrschaft gewesen sein, dem noch nicht fest im Sattel sitzenden neuen Grafengeschlecht der Löwenstein-Wertheim, um die ärmeren Teile der Bürgerschaft auf ihre Seite zu ziehen. Michael Matzer der Ältere war in der Türkensteuerliste 1542 mit einem Vermögen von 200 Gulden verzeichnet, gehörte also der oberen Mittelschicht an. Ludwig III. von Löwenstein war erst ab 1576 unerwartet durch Einheirat die Grafschaft Wertheim zugefallen, zunächst noch gemeinsam mit den zwei Schwägern Dietrich von Manderscheid und dem gemütskranken Philipp II. von Eberstein, gegen die er sich allmählich durchsetzen konnte. Von 1576 bis 1594 wurde die Grafschaft teilweise gemeinsam, teilweise abwechselnd verwaltet. 1587 bis 1590 regierte Ludwig von Löwenstein, 1591 bis März 1593 kam noch einmal der Manderscheider bis zu seinem Tod an die Reihe. Möglicherweise nutzte in dieser Zeit einer der beiden Herren, Graf Ludwig von Löwenstein oder Graf Dietrich von Manderscheid, den Bäckermeister für seine politischen Interessen.
Der Wertheimer Historiker Otto Langguth nennt Michael Matzer „eine der immer wieder genannten Persönlichkeiten in der Geschichte Wertheims, einer der drei großen Bürgermeister des 16. Jahrhunderts“. Dabei handele es sich um Clemens Leusser, Hans Schaff, und Michael Matzer; allenfalls Matzers langjährigen Vorgänger Peter Heußlein (Schultheiß 1574–1591) könnte man noch dazu rechnen.

## Wahlspruch auf dem Engelsbrunnen
Der auf dem Schild neben Michael Matzers Engelsbrunnen-Figur angebrachte Wahlspruch ist ein Rätsel, das sich ähnlich in Luthers Tischreden findet.
Es ist ein Wort, das hat ein L.
Wer es sieht, der begehrt es schnell.
Wenn das L nicht darinnen ist
Kein höchster Schatz in der Welt ist.
Schneider merkt an: „Um die Lösung zu finden, kann sich der Betrachter das Hirn zermartern – oder den Schriftzug in der Fußplatte unter dem Ratsherren entziffern“:
Mein größte Freud, das ist, das Gott mein Erlöser ist.
Schneider: „Gold oder Gott? Man glaubt die Bibel vor sich aufgeschlagen bei der Stelle, wo es heißt: Was hülfe es dem Menschen, wenn er die ganze Welt gewönne?“

## Herkunft und Nachfahren
Der Nachname Matzer ist 1507 in Wertheim das erste Mal belegt, als Michael Matzers gleichnamiger Vater das Bürgerrecht in Wertheim erhielt. Der ehemalige Stadtarchivar Erich Langguth vermutet, dass die Familie aus Wertheim kam, zumindest aber in unmittelbarer Nähe ansässig war, da bei der Bürgerrechtsverleihung kein Herkunftsort angegeben wurde. Dies war bei Zugezogenen in der Regel üblich.
Der Erforscher der fränkischen Familiennamen Edmund Nied vermutet als Namensbedeutung "Mattenflechter" (von oberrheinisch mittelhochdeutsch "Matze"=Matte), ggf. noch den Allgäuer Ort Matzen bei Ellhofen. Eine Herkunft der Familie wäre auch aus Italien (Mazza = Metzger), Spanien (Matzenbrot), oder Oberdeutschland (von Matze = Matthäus) denkbar. Möglicherweise stammte der Vater auch aus der Steiermark, wo es bis heute viele Matzers gibt. Ein Enkel von Michael Matzer namens Balthasar Matzer befand sich jedenfalls zur Ausbildung als Metzger in Österreich, und sein Vater beantragte in Wertheim das Mannrecht, damit er Geselle werden konnte.
Aus der ersten um 1554 geschlossenen Ehe Michael Matzers stammen acht Kinder, wovon aber nur der Sohn Balthasar überlebte. Nach dem Tod seiner ersten Frau heiratete Michael Matzer am 13. November 1582 Dorothea Hönig und hatte sieben Kinder mit ihr, bevor sie im Mai 1596 starb. Ein halbes Jahr später ehelichte der damalige Schultheiß seine dritte Frau, die Witwe Regina Müller aus Werbach.
Von den aus den beiden ersten Ehen Matzers bekannten 15 Kindern haben nur vier gesichert überlebt. Der Sohn Balthasar aus erster Ehe wurde Tuchscherermeister und 1591 Bürger. Er heiratete zweimal jeweils eine Braut aus Waldenhausen und zog schließlich zur zweiten Frau, ebenfalls eine Schultheißtochter.
Von den Kindern aus zweiter Ehe heiratete Anna 1603 den Eisenkrämer Hans Daucher. Tochter Margaretha war in erster Ehe mit dem Goldschmied Michael Behm verheiratet, in zweiter mit dem Apotheker Johann Tillmann, der auch Pulvermacher genannt wurde. Der jüngste überlebende Sohn Matzers, Tobias Matzer, wurde von Beruf Bäcker wie der Vater. Er heiratete am 14. Januar 1610 Agnes Friedlein, Tochter des Wirts Zacharias Friedlein in Reicholzheim, und zog zu ihr. 1617 war er dort bereits jüngerer Bürgermeister. Von seinem um 1620 geborenen Sohn Michael leitet sich die zahlreiche Matzer-Nachkommenschaft ab, die bis heute als Reicholzheimer Familie gilt, ihre Wurzeln jedoch in Wertheim hat. 
Ein Cousin von Michael Matzer, der Wertheimer Metzgermeister Stefan Matzer, war einer der Ahnherren der Familie Förtsch, zu denen auch der ehemalige Bundespräsident Karl Carstens gehörte.